# Gabriel de Jongh

"Paisagem com Casa de Campo"

Gabriel Cornelis de Jongh (6 de abril 1913 Amsterdão  - 11 de março 2004), era o único filho do paisagista Tinus de Jongh. Na sequência dum relacionamento muito próximo com o pai, Gabriel decidiu seguir a mesma carreira, sendo o pai tutor e crítico. Trabalhando com óleo, aquarela, tinta e lápis, pintou paisagens, naturezas-mortas, temas marítimos, vida selvagem e retratou também motivos religiosos. 
Tinus de Jongh viajou para a África do Sul em 1921, a sua esposa seguindo com a família seis meses depois, e estabeleceram-se numa vivenda em Fishhoek. Gabriel acompanhou o seu pai em passeios pela Península do Cabo, em busca de temas pictóricos. Mais tarde, estudou na Michaelis School of Fine Art e na Slade School of Art, em Londres. Fez um curso de escultura em madeira com HV Meyerowitz na Cidade do Cabo e um curso de fotolitografia no Cape Times. 
Gabriel estabeleceu a Galeria Memorial Tinus de Jongh em Stellenbosch em 1981que se tornou numa grande atração turística na rota do vinho. A galeria fechou dez anos depois, quando o Lanzerac Hotel mudou de mãos.